# Linda Somers Smith
Linda Somers Smith (* 7. Mai 1961 in Bitburg) ist eine US-amerikanische Langstreckenläuferin.
Linda Somers spielte zunächst Tennis, bevor sie kurz nach Beginn ihres Studiums das Laufen für sich entdeckte. 1992 gewann sie den Chicago-Marathon, 1993 und 1994 die US-Meisterschaft im Marathon, und bei den Leichtathletik-Weltmeisterschaften 1995 in Göteborg wurde sie Siebte.
Mit ihrer persönlichen Bestzeit von 2:30:06 qualifizierte sie sich für die Olympischen Sommerspiele 1996 in Atlanta. Dort erlitt sie während des Rennens einen Riss in der Achillessehne, beendete aber dennoch den Lauf auf dem 31. Platz.
Mit 42 Jahren nahm sie am Marathon der WM 2003 in Paris teil und belegte den 37. Platz.
Von Beruf ist sie Rechtsanwältin. Seit 1997 ist sie mit dem ehemaligen Triathleten Scott Smith verheiratet.